# Snaye
Snaye är ett vattendrag i Belgien.   Det ligger i provinsen Namur och regionen Vallonien, i den södra delen av landet, 100 km sydost om huvudstaden Bryssel.
I omgivningarna runt Snaye växer i huvudsak blandskog. Runt Snaye är det ganska glesbefolkat, med 43 invånare per kvadratkilometer.